# Щербаков, Михаил Николаевич
Михаил Николаевич Щербаков (род. 1947) — концертмейстер группы виолончелей Ростовского академического симфонического оркестра, профессор. Народный артист России (2005).

## Биография
Окончил Санкт-Петербургскую государственную консерваторию им. Н. А. Римского-Корсакова по классу профессоров Э. Г. Фишмана и Ю. А. Фалика. Затем окончил аспирантуру Российской академии музыки им. Гнесиных.
Был участником международных фестивалей: Шлезвиг-Гольштейнский, Лихтенбургский (Германия), «Осенняя камерата» (Польша). Участвовал в гастролях в Англии, Франции, Германии, Финляндии, Польше, США, ЮАР, Намибии, Свазиленде, Мальте, Сирии, Иордании, Ливане.
В настоящее время концертмейстер группы виолончелей Ростовского академического симфонического оркестра. Художественный руководитель ансамбля старинной и современной музыки «Камерата». Участник Рахманиновского трио Ростовской консерватории.

## Ученики
- А. Богоявленский — профессор Музыкальной академии в Южной Корее.
- М. Замарь — лауреат международного конкурса, концертмейстер группы виолончелей Ростовского музыкального театра.
- С. Балинская — доцент Астраханской консерватории.
- В. Колосов — лауреат международного конкурса, заслуженный артист Ингушетии.
- А. Голов — лауреат международных конкурсов.
- Н. Шаденкова — заслуженный работник культуры Адыгеи, преподаватель музыкального училища.
- З. Заитов - лауреат международных конкурсов и многие другие.
- С. Нестеров - лауреат конкурса Чайковского. В финале играл "Лето" А.Вивальди. Отец. Святой. Гений и мизантроп.
- Р. Гослинг - да не умер он в конце обучения.
- А. Дьяконова - она тот человек, кому сам Нестеров объяснял как играть октавы
- П.Бейтман - сигма.

## Награды
- Народный артист Российской Федерации (25 октября 2005)
- Заслуженный артист РСФСР (11 мая 1990)
- Медаль «За доблестный труд на благо Донского края» (11 мая 2012)[1].